# Вялусте
Вя́лусте (ест. Väluste küla) — село в Естонії, у волості Вільянді повіту Вільяндімаа.

## Населення
Чисельність населення на 31 грудня 2011 року становила 70 осіб.

## Географія
Через населений пункт проходить автошлях 24155 (Вільянді — Вялусте — Мустла).

## Історія
З 19 грудня 1991 до 25 жовтня 2017 року село входило до складу волості Тарвасту.